# It's CK
『It's CK』（イッツ・シーケー）はC&Kのコンパイル盤アルバムである。2010年11月24日発売。発売元はユニバーサルミュージック。

## 解説
- インディーズ時代にリリースした三枚のミニアルバムの楽曲に加え、2曲の新録曲とリミックスを収録したコンパイル盤アルバム。
- メジャー2ndシングル「上京がむしゃら物語」と同時発売となった。

## 収録曲
1. C&K II
新録曲。
2. to di Bone
インディーズ1stアルバム「CK island」収録。
3. 続→60億分の1
インディーズ2ndアルバム「CKTV」収録。
4. Sun Son Sound feat. 九州男
インディーズ1stアルバム「CK island」収録。
5. 春と君のシンフォニー
インディーズ3rdアルバム「CK STYLE」収録。
6. 愛の詩
インディーズ1stアルバム「CK island」収録。
7. DANCE☆WOMAN
新録曲。
インディーズ2ndアルバム「CKTV」収録曲「DANCE☆MAN (WOKKY WOKKY×BOGGIE WOGGIE)」の続編。
8. winter tainer (piano-tail remix)
インディーズ2ndアルバム「CKTV」収録曲のリミックス。
9. 笑えや歌えや
インディーズ3rdアルバム「CK STYLE」収録。
10. ダイヤモンド
インディーズ3rdアルバム「CK STYLE」収録。
11. 歩きだせ
インディーズ2ndアルバム「CKTV」収録。